# La Rasa (Barranc de Cor-de-roure)
La Rasa és un torrent afluent per l'esquerra del Barranc de Cor-de-roure, al Solsonès.

## Descripció
De direcció predominant cap a les 4 del rellotge, s'escola per la partida de Sant Bernat al llarg de prop de 700 m.
Fa tot el seu curs pel terme municipal de Solsona.

## Perfil del seu curs
| Recorregut (en m.) | Altitud (en m.) | Pendent |
| ------------------ | --------------- | ------- |
| 0                  | 690             | -       |
| 250                | 677             | 5,2%    |
| 500                | 667             | 4,0%    |
| 666                | 659             | 4,8%    |

## Xarxa hidrogràfica
La xarxa hidrogràfica de la Rasa està integrada per un total de 2 cursos fluvials dels quals 1 d'ells és una séquia.
La totalitat de la xarxa suma una longitud de 878 m.
| Codi del corrent fluvial | Coordenades del seu origen                                   | longitud (en metres) |
| ------------------------ | ------------------------------------------------------------ | -------------------- |
| La Rasa                  | 41° 58′ 28.70″ N, 1° 29′ 31.29″ E / 41.9746389°N,1.4920250°E | 666                  |
| D1                       | 41° 58′ 25.88″ N, 1° 29′ 37.14″ E / 41.9738556°N,1.4936500°E | 212                  |